# Nikolaï Mordvinov
Pour les articles homonymes, voir Mordvinov et Nikolai Mordvinov   (acteur).
Le comte Nikolaï Semionovitch Mordvinov, en russe : Николай Семёнович Мордвинов, né le 17 avril 1754 à Pokrovskoïe (gouvernement de Novgorod) et décédé le 30 mars 1845 à Saint-Pétersbourg, est un homme politique russe qui fut amiral, économiste et membre du Conseil d'État (1810-1838).
Il fut aussi membre honoraire de l'Académie des Sciences de Saint-Pétersbourg (1826), de l'Académie russe et fonda la première Compagnie d'assurances incendie en Russie (1827). Ce fut l'un des penseurs politiques les plus réputés du règne d'Alexandre Ier qui fut associé aux réformes entreprises par Speranski, il le conseilla sur les moyens à employer afin d'améliorer l'économie nationale.
Le comte Mordvinov est le fils de l'amiral Semyon Ivanovitch Mordvinov, l'époux de Henriette Cobley et le père d'Alexandre Nikolaïevitch Mordvinov (1800-1858).

## Biographie
Nikolaï Semionovitch Mordvinov étudie au corps naval des cadets et obtient son diplôme en 1768.

### Carrière militaire
Mordvinov entame tôt une carrière militaire dans la Marine impériale. Comme son aîné, l'amiral Tchitchagov (1726-1809), il était anglophile. Pendant trois années (1774 à 1777), il sert à bord de différents navires anglais en Amérique du Nord britannique. Il accompagne l'amiral Tchichagov au cours d'une expédition navale entreprise en Méditerranée en 1783. En 1785, il sert dans la Flotte de la mer Noire et la Flotte de la mer Baltique. Toutefois, il se sent mal à l'aise avec le prince Potemkine et José De Ribas, car il ne partage pas leurs opinions concernant la gestion de la Marine impériale. Il prend sa retraite vers la fin des années 1780.

### Carrière politique
Sa carrière prend son essor sous le règne de Paul Ier. Le tsar partage avec Tchitchagov une grande aversion à l'encontre de Potemkine, ancien favori de sa mère, et rappelle Mordvinov en service actif avec le grade d'amiral. En 1801, il est nommé vice-président du Collège de l'Amirauté et membre permanent de l'Assemblée, En 1802, l'Amirauté prend le nom de ministère de la Marine. L'amiral en devient le premier ministre, mais trois mois plus tard il cède son poste à Pavel Tchitchagov (1767-1849).
Indépendant d'esprit et anglophile, Mordvinov devient la coqueluche de la société moscovite. En 1806, la noblesse de Moscou l'élit pour diriger un corps de volontaires afin de combattre Napoléon Ier. Il devient particulièrement populaire auprès des libéraux, qui admirent son courage dans ses oppositions au gouvernement, lorsque le besoin s'en fait sentir. Les deux poètes russes Kondrati Ryleïev et Alexandre Pouchkine lui dédièrent des poèmes enthousiastes.
Nikolaï Mordvinov jugeait le servage comme l'un des principaux obstacles à la réussite du développement économique de l'Empire de Russie. Il écrivit : « La liberté, la propriété et la justice sont les principales et seules sources de richesses ». Il préconisait la libre entreprise, les principes de la propriété privée et comme Vorontzov, la défense d'un tarif douanier protectionniste.
En 1810, Mordvinov est admis à l'Assemblée législative (créée le 30 mars 1801). De 1810 à 1812 et de 1816 à 1818, Alexandre Ier lui confie le département d'État et de l'Économie. De 1823 à 1840, il occupe le poste de président de la Société économique libre (créée en 1765). Au cours de son mandat, Mordvinov  expose en détail dans divers écrits l'importance de protéger l'industrie en Russie. Il conseille l'essor de l'industrie russe, le développement du ferroviaire, la création de banques privées, et la création d'un impôt sur les propriétés privées et le revenu.
En 1826, lors du procès des Décabristes, Nikolaï Mordvinov est le seul membre de la Cour pénale à se déclarer contre la peine capitale.

### Décès

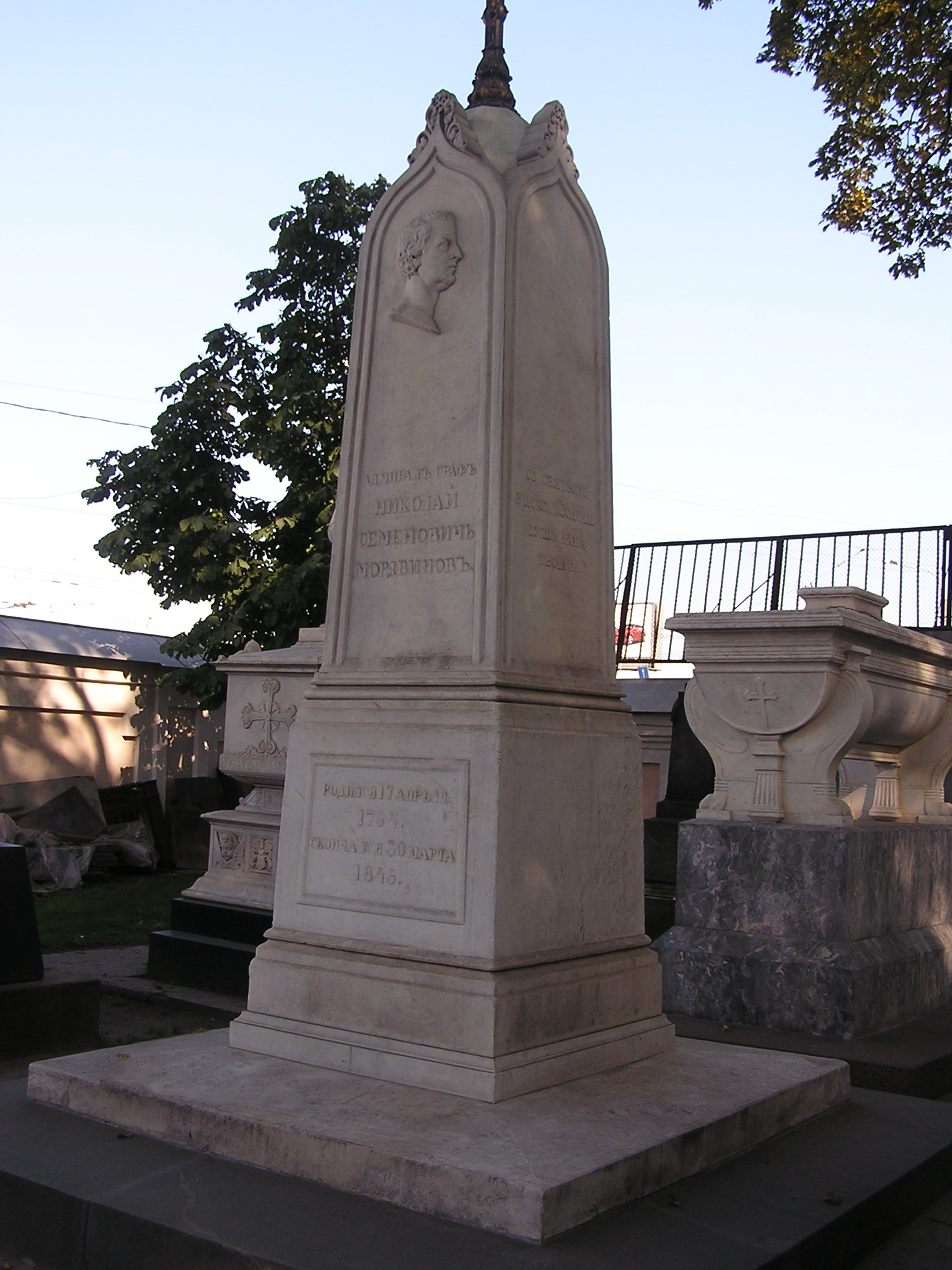
Sépulture du comte Nikolaï Mordvinov

Nikolaï Semionovitch Mordvinov décéda le 30 mars 1845 à Saint-Pétersbourg et fut inhumé aux côtés de son père au  cimetière Saint-Lazare du monastère Alexandre Nevsky.